# Partido Democrático Libre

Antiguo logo del FDP, usado hasta 2015.

El Partido Democrático Libre (en alemán: Freie Demokratische Partei, pronunciado /ˈfʁaɪ̯ə demoˈkʁaːtɪʃə paʁˌtaɪ/, o por sus siglas FDP, pronunciado /ɛfdeːˈpeː/ (escucharⓘ)) es un partido político alemán de ideología liberal. Fue fundado el 11 de diciembre de 1948, originalmente como una formación de centro con distintos grupos del espectro político. 
En los últimos años, las posiciones del FDP han sido más cercanas a la centroderecha, con un fuerte énfasis en el libre mercado, la  democracia liberal y el federalismo europeo. 
A nivel regional, el partido pertenece a Renovar Europa; además participa en la Internacional Liberal manteniendo alianzas con los principales partidos liberales del mundo. Su laboratorio de ideas es la Fundación Friedrich Naumann. Desde 2021 hasta 2024, el FDP formó parte del gobierno de coalición presidido por el canciller socialdemócrata Olaf Scholz, abandonando el gobierno producto de los constantes desencuentros entre los partidos de gobierno.

## Historia

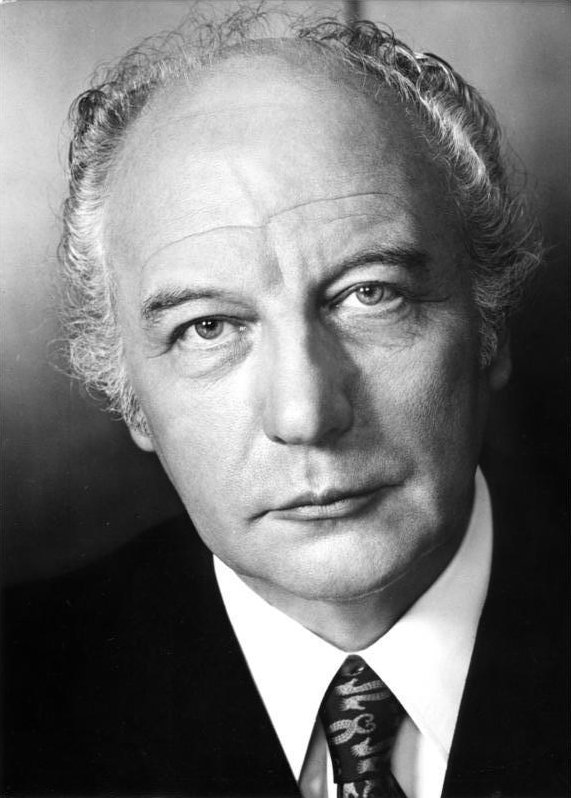
Walter Scheel, una de las figuras políticas más recordadas del FDP.

El FDP, heredero de la tradición liberal del Partido Democrático Alemán (DDP) y del Partido Popular Alemán (DVP), fue creado después de la Segunda Guerra Mundial como un partido que reuniera tanto a liberales de izquierdas como de derechas. Desde 1949, formaba parte de una coalición de gobierno con la CDU bajo el canciller Konrad Adenauer; el primer Presidente Federal, Theodor Heuss, fue miembro del FDP. Con resultados de entre el 5 % y el 10 % de los votos, el FDP se establecía como la tercera fuerza de Alemania, participando en los gobiernos conservadores y promoviendo el modelo alemán de la "economía social de mercado". En 1966, por desacuerdos en materia de los derechos civiles, rompió con la CDU y, después de unos años en la oposición, se alió con los socialdemócratas en 1969 bajo los gobiernos de Willy Brandt y Helmut Schmidt. En 1982, el FDP volvió a cambiar de socio de gobierno, ofreciendo un pacto a la CDU de Helmut Kohl y apoyando una moción de censura contra Helmut Schmidt.
A partir de este viraje, el FDP se desenvolvió cada vez más como un partido liberal de derechas, subrayando la economía libre y descuidando su faceta de defensor de los derechos civiles. Así, permitió el establecimiento de Los Verdes como un partido de ideología liberal de izquierdas. En las elecciones federales de 1998 lograron sacar más votos que el FDP, que quedó relegado a la cuarta posición y pasó a la oposición por segunda vez en su historia. Tras una errática campaña, en la que algún miembro de la cúpula del partido incluso recurrió a alusiones antisemitas, el FDP apenas consiguió mejorar su resultado en las elecciones de 2002, quedándose en el 7,4 % de los votos.
Tras las elecciones federales del 18 de septiembre de 2005, en las que se presentó con un discurso liberal, el FDP volvió a aumentar hasta el 9,8 % de los votos, convirtiéndose de nuevo en la tercera fuerza política de Alemania, pero el resultado de las elecciones no bastó para una coalición con la CDU, el socio preferido del FDP. No obstante, podría haber entrado en el gobierno mediante dos posibles coaliciones: CDU+FDP+Verdes (la "coalición Jamaica") o SPD+FDP+Verdes (la "coalición semáforo"). Sin embargo, el FDP rechazaba cualquier pacto con los socialdemócratas y, por otra parte, los Verdes no estaban dispuestos a una coalición con los dos partidos de derecha. Por lo tanto, acabó formándose una "gran coalición" entre democristianos y socialdemócratas, y el FDP se quedó en la oposición por tercera legislatura consecutiva.
A continuación, y vista la práctica imposibilidad de una futura participación en un gobierno sin Los Verdes, durante un tiempo el FDP parecía tratar de volver a abrirse hacia el centro y mejorar su escaso perfil en política social y ecológica. Sin embargo, desde que en otoño de 2007 tanto SPD, CDU como Verdes giraran a la izquierda en materia social, el FDP ha vuelto a posicionarse como guardián de la doctrina liberal.
En la votación nacional del 27 de septiembre de 2009, el FDP aumentó su participación en la votación en un 4,8 %, llegando a un 14,6 %, su mejor resultado desde su fundación. Este porcentaje fue suficiente para compensar una disminución de la alianza entre la CDU / CSU con respecto a las elecciones de 2005, para formar una alianza CDU-FDP como coalición de gobierno en el Bundestag con una mayoría del 53 % de los escaños. En la noche de la elección, el líder del Partido, Guido Westerwelle, dijo que su partido trabajará para garantizar que se respeten los derechos civiles y que Alemania tenga un "sistema tributario equitativo y mejores oportunidades de educación".
El partido también hizo avances en las dos elecciones estatales celebradas al mismo tiempo, la adquisición de plazas suficientes para una coalición CDU-FDP, en el estado septentrional Schleswig-Holstein y los votos suficientes en Brandeburgo para superar la barrera del 5 % y así entrar en ese estado al Parlamento.
En las elecciones del 22 de septiembre de 2013 no obtuvo el 5 % de los votos necesario para entrar en el parlamento federal por primera vez en su historia.
Durante 2014 el partido continuó con sus malos resultados, perdiendo su representación en los parlamentos regionales de Sajonia (3,8 %), Brandeburgo (1,5 %) y Turingia (2,5 %). Sin embargo, en 2015 el partido logró buenos resultados, consiguiendo mantener su representación en Hamburgo (7,4 %) y recuperándola en Bremen (6,6 %). En las elecciones de 2016 también obtuvo buenos resultados, aumentando su representación en Baden-Wurtemberg y recuperándola en Renania-Palatinado, donde incluso entró en el gobierno. Ese mismo año recuperó su representación en Berlín. En 2017 fortaleció su representación en Schleswig-Holstein y Renania del Norte-Westfalia, estados donde entró en el gobierno. Ese mismo año logró entrar nuevamente en el Bundestag, obteniendo un 10,7 % de los votos en las elecciones federales.
El 5 de febrero de 2020, Thomas Kemmerich del FDP fue elegido ministro presidente de Turingia, ejerciendo por un breve periodo.
En 2021, el FDP pasó a formar parte del gobierno estatal de Sajonia-Anhalt.
En las elecciones federales de 2021, el FDP mejoró levemente sus resultados y pasó a formar parte del gobierno de coalición presidido por el canciller socialdemócrata Olaf Scholz. Hasta su salida del gobierno en 2024, el FDP ocupó cuatro cargos ministeriales en el gabinete. 

### En los estados

Representación del FDP en los parlamentos regionales.

Es socio de coalición del SPD y los Verdes en:
- Renania-Palatinado

Es socio de coalición de la CDU y el SPD en:
- Sajonia-Anhalt

Está en la oposición en:
- Baviera
- Berlín
- Baden-Wurtemberg
- Bremen
- Hamburgo
- Hesse
- Mecklemburgo-Pomerania Occidental
- Renania del Norte-Westfalia
- Schleswig-Holstein
- Turingia

No tiene representación parlamentaria en:
- Baja Sajonia
- Brandeburgo
- Sajonia
- Sarre

### En las grandes ciudades
- Múnich: está en la oposición. Tiene 3 de 80 concejales.
- Fráncfort: está en el gobierno con CDU y Los Verdes. Tiene 4 de 93 concejales.

## Líderes del FDP
Presidentes del partido desde 1948:
- Theodor Heuss 1948-1949
- Franz Blücher 1949-1954
- Thomas Dehler 1954-1957
- Reinhold Maier 1957-1960
- Erich Mende 1960-1968
- Walter Scheel 1968-1974
- Hans-Dietrich Genscher 1974-1985
- Martin Bangemann 1985-1988
- Otto Graf Lambsdorff 1988-1993
- Klaus Kinkel 1993-1995
- Wolfgang Gerhardt 1995-2001
- Guido Westerwelle 2001-2011
- Philipp Rösler 2011-2013
- Christian Lindner 2013-presente

## Resultados electorales

### Elecciones federales
| Año  | # de votos | % de votos | # de escaños obtenidos | +/- | Resultado                                |
| ---- | ---------- | ---------- | ---------------------- | --- | ---------------------------------------- |
| 1949 | 2 829 920  | 11,9 (#3)  | 52/402                 |     | Gobierno con CDU/CSU y DP                |
| 1953 | 2 629 163  | 9,5 (#3)   | 53/509                 | 1   | Gobierno con CDU/CSU, GB/BHE y DP        |
| 1957 | 2 307 135  | 7,7 (#3)   | 44/519                 | 9   | Oposición                                |
| 1961 | 4 028 766  | 12,7 (#3)  | 67/521                 | 23  | Gobierno con CDU/CSU                     |
| 1965 | 3 096 739  | 9,4 (#3)   | 50/518                 | 17  | Gobierno con CDU/CSU (1965-1966)         |
| 1965 | 3 096 739  | 9,4 (#3)   | 50/518                 | 17  | Oposición (1966-1969)                    |
| 1969 | 1 903 422  | 5,7 (#3)   | 31/518                 | 19  | Gobierno con SPD                         |
| 1972 | 3 129 982  | 8,3 (#3)   | 42/518                 | 11  | Gobierno con SPD                         |
| 1976 | 2 995 085  | 7,9 (#3)   | 39/518                 | 3   | Gobierno con SPD                         |
| 1980 | 4 030 999  | 10,6 (#3)  | 55/519                 | 16  | Gobierno con SPD (1980-1982)             |
| 1980 | 4 030 999  | 10,6 (#3)  | 55/519                 | 16  | Gobierno con CDU/CSU (1982-1983)         |
| 1983 | 2 706 942  | 6,9 (#3)   | 35/520                 | 20  | Gobierno con CDU/CSU                     |
| 1987 | 3 440 911  | 9,1 (#3)   | 50/519                 | 15  | Gobierno con CDU/CSU                     |
| 1990 | 5 123 233  | 11,0 (#3)  | 79/662                 | 29  | Gobierno con CDU/CSU                     |
| 1994 | 3 258 407  | 6,9 (#4)   | 47/672                 | 32  | Gobierno con CDU/CSU                     |
| 1998 | 3 080 955  | 6,2 (#4)   | 43/669                 | 4   | Oposición                                |
| 2002 | 3,538,815  | 7,4 (#4)   | 47/603                 | 4   | Oposición                                |
| 2005 | 4 648 144  | 9,8 (#3)   | 61/614                 | 14  | Oposición                                |
| 2009 | 6 316 080  | 14,6 (#3)  | 93/622                 | 32  | Gobierno con CDU/CSU                     |
| 2013 | 2 082 305  | 4,8 (#6)   | 0/631                  | 93  | Extraparlamentario                       |
| 2017 | 4 999 449  | 10,7 (#4)  | 80/709                 | 80  | Oposición                                |
| 2021 | 5 319 952  | 11,5 (#4)  | 92/736                 | 12  | Gobierno con SPD y Alianza 90/Los Verdes |
| 2025 | 2 148 757  | 4,3 (#7)   | 0/630                  | 92  | Extraparlamentario                       |

### Elecciones al Parlamento Europeo
| Año  | # de votos | % de votos | # de escaños obtenidos | +/–         |
| ---- | ---------- | ---------- | ---------------------- | ----------- |
| 1979 | 1 662 621  | 5,9 (#4)   | 4/81                   |             |
| 1984 | 1 192 624  | 4,8 (#5)   | 0/81                   | 4           |
| 1989 | 1 576 715  | 5,6 (#6)   | 4/81                   | 4           |
| 1994 | 1 442 857  | 4,1 (#6)   | 0/99                   | 4           |
| 1999 | 820 371    | 3,0 (#6)   | 0/99                   | 0           |
| 2004 | 1 565 431  | 6,1 (#6)   | 7/99                   | 7           |
| 2009 | 2 888 084  | 11,0 (#4)  | 12/99                  | 5           |
| 2014 | 986 253    | 3,4 (#7)   | 3/96                   | 9           |
| 2019 | 2 028 353  | 5,4 (#7)   | 5/96                   | 2           |
| 2024 | 2 061 334  | 5,2 (#7)   | 5/96                   | Sin cambios |

### Resultados en los Länder
| Parlamento Regional               | Última elección | Votos   | %         | Escaños | +/–         | Estatus                                  |
| --------------------------------- | --------------- | ------- | --------- | ------- | ----------- | ---------------------------------------- |
| Baden-Württemberg                 | 2021            | 508.429 | 10,5 (#4) | 18/154  | 6           | Oposición                                |
| Baviera                           | 2023            | 413.887 | 3,0 (#6)  | 0/203   | 11          | Extraparlamentario                       |
| Berlín                            | 2023            | 70.416  | 4,6 (#6)  | 0/159   | 12          | Extraparlamentario                       |
| Brandeburgo                       | 2024            | 12.462  | 0,8 (#10) | 0/88    | Sin cambios | Extraparlamentario                       |
| Bremen                            | 2023            | 64.055  | 5,1 (#6)  | 5/87    | Sin cambios | Oposición                                |
| Hamburgo                          | 2020            | 202.059 | 4,9 (#6)  | 1/123   | 8           | Oposición                                |
| Hesse                             | 2023            | 141.644 | 5,0 (#5)  | 8/133   | 3           | Oposición                                |
| Baja Sajonia                      | 2022            | 170.298 | 4,7 (#5)  | 0/146   | 12          | Extraparlamentario                       |
| Mecklemburgo-Pomerania Occidental | 2021            | 52.963  | 5,8 (#6)  | 5/79    | 5           | Oposición                                |
| Renania del Norte-Westfalia       | 2022            | 418.460 | 5,9 (#4)  | 12/195  | 16          | Oposición                                |
| Renania-Palatinado                | 2021            | 106.809 | 5,52 (#5) | 6/101   | 1           | Gobierno con SPD y Alianza 90/Los Verdes |
| Sarre                             | 2022            | 21.618  | 4,8 (#5)  | 0/51    | Sin cambios | Extraparlamentario                       |
| Sajonia                           | 2024            | 33.644  | 1,4 (#8)  | 0/120   | Sin cambios | Extraparlamentario                       |
| Sajonia-Anhalt                    | 2021            | 68.277  | 6,4 (#5)  | 7/97    | 7           | Gobierno con CDU y SPD                   |
| Schleswig-Holstein                | 2022            | 88.593  | 6,4 (#4)  | 5/69    | 4           | Oposición                                |
| Turingia                          | 2024            | 13.582  | 1,2 (#8)  | 0/88    | 5           | Extraparlamentario                       |